# むらかみひとみ
むらかみひとみ（1979年 - ）は、日本の絵本作家、版画家、イラストレーター。

## 略歴
大阪府生まれ。創造社デザイン専門学校卒業。イタリア・フィレンツェの版画工房で技術を学び、主にリノカット版画で作品を制作。2003,2005,2006年度ボローニャ国際絵本原画展入選。絵本や挿画、実用書を手がける他、こども向けのワークショップを行っている。

## 主な作品

### 絵本
- 『まっくらよるとばくのムー』（ヴィレッジブックス にいるぶっくす）2006年ボローニャ国際絵本原画展入選作品
- 『La longue trompe de Colongo』（Lirabelle/フランス）2005年ボローニャ国際絵本原画展入選作品
- 『Baleine, a` l'aide !』（Lirabelle/フランス）2003年ボローニャ国際絵本原画展入選作品
- 『ヤマネのナノのぼうけん』文・上岡 裕（岩崎書店）
- 『浴缸變小了！』（Grimm Press/台湾）作・郝廣才
- 『DANS LES DRAPS DE LA NUIT』作・Quatromme France（Lirabelle/フランス）
- 『まっくらなよるのムー』（イマジネイション・プラス）2006年ボローニャ国際絵本原画展入選作品
- 『ナマケモノだから』（イマジネイション・プラス）
- 『ビーバーくんとポプラのき』（イマジネイション・プラス）
- 『かたちとあそぼう』（玉川大学出版部〈あそぼう絵本〉）
- 『かげとあそぼう』（玉川大学出版部〈あそぼう絵本〉）

### 実用書
- 『すぐできる！きれいな切り紙』（ヴィレッジブックス）
- 『かわいいインテリア・モビール』（ブティック社）
- 『かんたん！　かわいい！　切り紙雑貨』（講談社）
- 『絵本から飛び出した　かわいい刺繍小物』（講談社）刺繍・クボトモコ
- 『つくろう！　あそぼう！　かたちともよう』（玉川大学出版部）
- 『つくろう！　あそぼう！　ひかりとかげ』（玉川大学出版部）

## 受賞歴
- 2003年イタリア・ボローニャ国際絵本原画展入選
- 2005年イタリア・ボローニャ国際絵本原画展入選
- 2006年イタリア・ボローニャ国際絵本原画展入選